# Thierry Dugeon
Thierry Dugeon, né le 26 septembre 1965  à Fribourg-en-Brisgau (Allemagne de l'Ouest), est un journaliste français.

## Biographie
Diplômé de l'École supérieure de journalisme de Lille (62e promotion), il entre à Canal+ en janvier 1989. Il travaille 18 mois pour son service des sports, puis passe à l'information pendant cinq ans.
En août 1995, il est envoyé aux États-Unis comme correspondant permanent à Los Angeles.
En septembre 2000, il revient en France pour présenter l'émission Nulle part ailleurs avant l'arrêt de l'émission phare de la chaîne cryptée en juin 2001. Thierry Dugeon quitte Canal+ en 2001.
En décembre 2001, il fait partie des passagers du vol 63 d'American Airlines, témoins de la tentative d'attentat raté à la chaussure piégée par Richard Reid.
En 2002, il rejoint France 5. Jusqu'en 2004, il y présente Dans ma boîte, une émission quotidienne de 26 minutes consacrée au monde du travail et de l'entreprise, puis Femmes & Co, une émission quotidienne de 13 minutes consacrée aux femmes d'affaires.
De 2005 à 2006, il anime sur France Inter l'émission L'Instant bleu, du lundi au jeudi de 22 h à 23 h.
En septembre 2008, Thierry Dugeon reprend la tranche où officiait Nicolas Charbonneau sur la chaîne d'information en continu i>Télé, filiale du groupe Canal+, pour animer Le 22:30-Minuit du lundi au vendredi de 22 h 30 à minuit avec la participation de Claire-Élisabeth Beaufort pour les journaux,. À partir de janvier 2009, cette édition du soir débute à 22 h au lieu de 22 h 30.
À la rentrée de septembre 2009, Thierry Dugeon poursuit la présentation de la tranche 22 h - 0 h sur i>Télé dont les journaux sont désormais assurés par Céline Bruneau, venue de la chaîne concurrente France 24.
À la rentrée de septembre 2010, Le Point sur l'Info, avec Nelly Daynac aux journaux, s'allonge d'une heure de 21 h à 0 h, puis revient de 22 h à 0 h en janvier 2011 à la suite de l'arrivée d'une nouvelle émission, Élysée 2012.
En mars 2011, à la suite de désaccords avec le directeur de la rédaction, il démissionne, remplacé par Jean-Baptiste Boursier. Il finit la saison avec l'équipe d'Alessandra Sublet dans l'émission C à vous diffusée en access prime-time sur France 5.
En avril 2012, il présente l'émission Qui veut devenir président ? sur France 4.
De septembre à novembre 2012, pendant les dernières semaines de la campagne présidentielle américaine, il tient sur le site internet de L'Obs une chronique quotidienne de la vie à Garden City (Kansas).
Depuis son lancement en 2013, il collabore régulièrement à la version française du mensuel Vanity Fair.